# In hi-fi
In hi-fi è un album del cantante Teddy Reno pubblicato nel 1958 dalla RCA Italiana.

## Tracce
Lato A
1. Tre volte baciami (Beretta, Casadei)
2. Accarezzame (Nisa, Calvi)
3. Madonna malinconia (Bracchi, Cergoli)
4. Chella lla' (Bertini, Taccani)
5. Addormentarmi così (Biri, Mascheroni)
6. Tu che ti senti divina (Grasso, Pavani)
7. Nun te pozzo scurda' (Pianori)

Lato B
1. Cantando con le lacrime agli occhi (Panzeri, Mascheroni)
2. Ma le gambe (Bracchi, D'Anzi)
3. Eclipse (Margarita Lecuona)
4. Il peccato sei tu (Mellin, Mascheroni)
5. Piccolissima serenata (Amurri, Ferrio)
6. I te vurria vasa' (Di Capua, Russo)
7. Trieste mia (Cicero, Viezzoli)